# Bombardement Kopenhagens (1807)
Mit einem Bombardement Kopenhagens (englisch: Second Battle of Copenhagen oder auch Bombardment of Copenhagen) erzwang die britische Royal Navy im Jahr 1807 die Herausgabe nahezu des gesamten Rests der Flotte des während der Koalitionskriege neutralen Dänemarks. Einen Großteil der Flotte hatte die Royal Navy bereits 1801 in einer ersten Seeschlacht vor Kopenhagen vernichtet bzw. entführt.

## Verlauf
Obwohl Dänemark 1807 neutral war, drohte es unter den Einfluss Napoleons zu kommen und die wieder aufgebaute dänische Flotte erneut zum Gegner Großbritanniens zu werden. Am 16. August 1807 griffen die Briten unter Admiral James Gambier Kopenhagen an, nachdem der diplomatische Vorschlag, die Flotte treuhänderisch im Austausch für Subsidien zu übergeben, abgelehnt worden war. Diesmal wurden außer der Flotte 17.000 Landsoldaten eingesetzt, die die Stadt belagerten. Admiral Gambier ließ den Ort vom 2. bis 5. September beschießen und planmäßig in Brand setzen. Auch die Frauenkirche, die  Hauptkirche des Bistums Kopenhagen, brannte aus. Am 7. September kapitulierte der dänische Befehlshaber Ernst Peymann. Um die völlige Vernichtung abzuwenden, musste die gesamte dänische Flotte an Großbritannien ausgeliefert werden. Die Stadt war zu etwa 30 Prozent zerstört und 2000 Zivilisten waren durch Kriegseinwirkungen umgekommen.

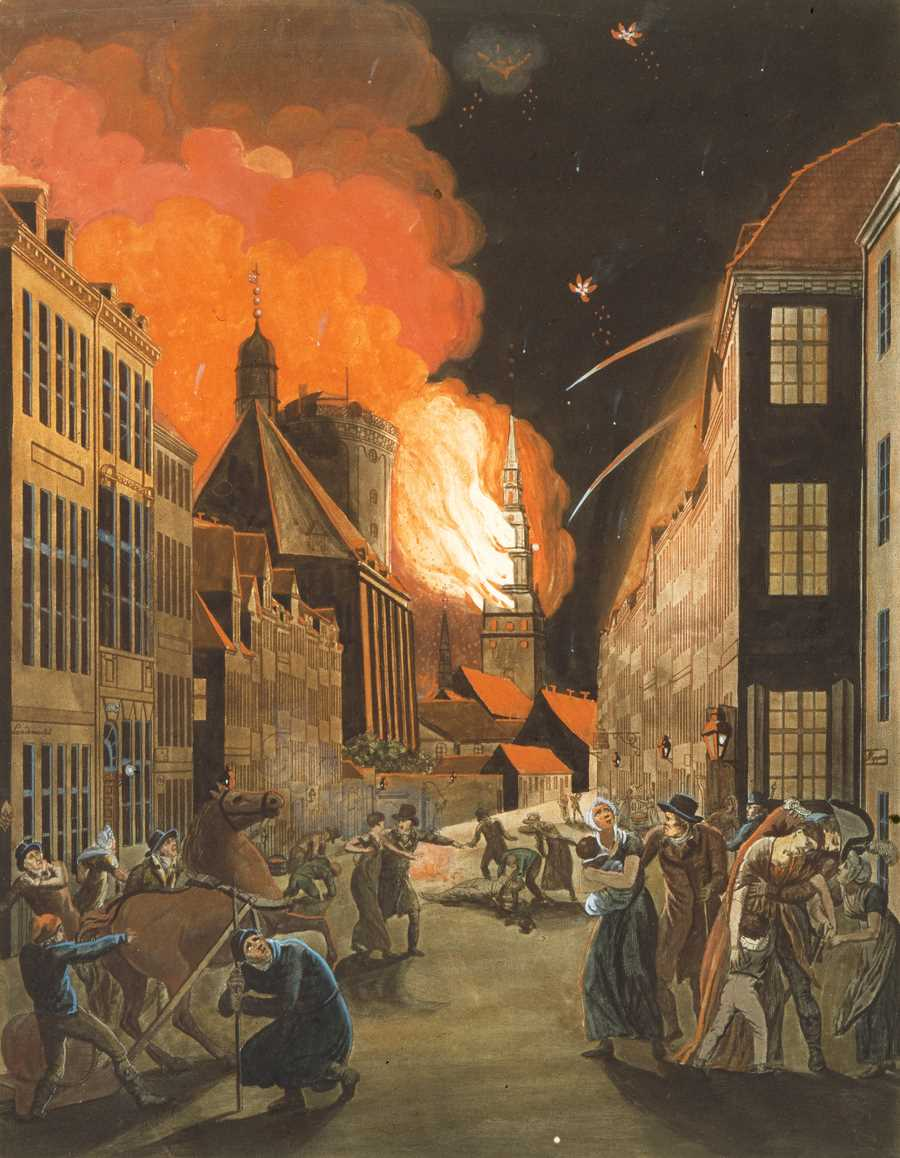
Der britische Beschuss setzte Kopenhagen 1807 in Brand

In Kopenhagen erinnert eine halb in eine Mauer eingelassene Kanonenkugel an das Ereignis.

## „to copenhagen“
Nach diesen beiden Angriffen ist der englische Ausdruck to copenhagen („ein Kopenhagen bereiten“) entstanden, der einen Flottenangriff auf eine feindliche, weitgehend wehrlose Flotte im Hafen beschreibt. Kurz vor dem Ersten Weltkrieg schlug der britische Admiral Sir John Fisher vor, to copenhagen the German fleet („der deutschen Flotte ein Kopenhagen (zu) bereiten“), womit er einen Überfall auf Wilhelmshaven meinte mit dem Ziel, die Hochseeflotte im Hafen zu vernichten. Das wurde von der politischen Führung abgelehnt.
Während des Zweiten Weltkriegs unternahm die britische Flotte 1940 tatsächlich dann mit der Operation Catapult doch einen ähnlichen Versuch, die im Hafen von Mers-el-Kébir liegende französische Flotte auszuschalten, durch den die französische Flotte mit großen Menschenverlusten weitgehend neutralisiert wurde.